# Etapa de Ribeirão Preto da Stock Car Brasil
A Etapa de Ribeirão Preto foi uma corrida que fez parte do calendário da Stock Car Brasil da temporada de 2010 até a temporada de 2015. Foi a segunda corrida da categoria a ser disputada em um circuito de rua.

## Vencedores
| Ano               | Piloto        | Equipe               | Local                             | Detalhes |
| ----------------- | ------------- | -------------------- | --------------------------------- | -------- |
| 2015              | Cacá Bueno    | Red Bull Racing      | Circuito de rua de Ribeirão Preto | Detalhes |
| 2015              | Tuka Rocha    | União Química Racing | Circuito de rua de Ribeirão Preto | Detalhes |
| Não houve em 2014 |               |                      |                                   |          |
| 2013              | Thiago Camilo | Ipiranga-RCM         | Circuito de rua de Ribeirão Preto | Detalhes |
| 2012              | Daniel Serra  | Red Bull             | Circuito de rua de Ribeirão Preto | Detalhes |
| 2011              | Átila Abreu   | AMG Motorsport       | Circuito de rua de Ribeirão Preto | Detalhes |
| 2010              | Átila Abreu   | AMG Motorsport       | Circuito de rua de Ribeirão Preto | Detalhes |

## Traçados utilizados
Em 2011, a pedido dos pilotos, o circuito sofreu alterações na largura da pista e no traçado.

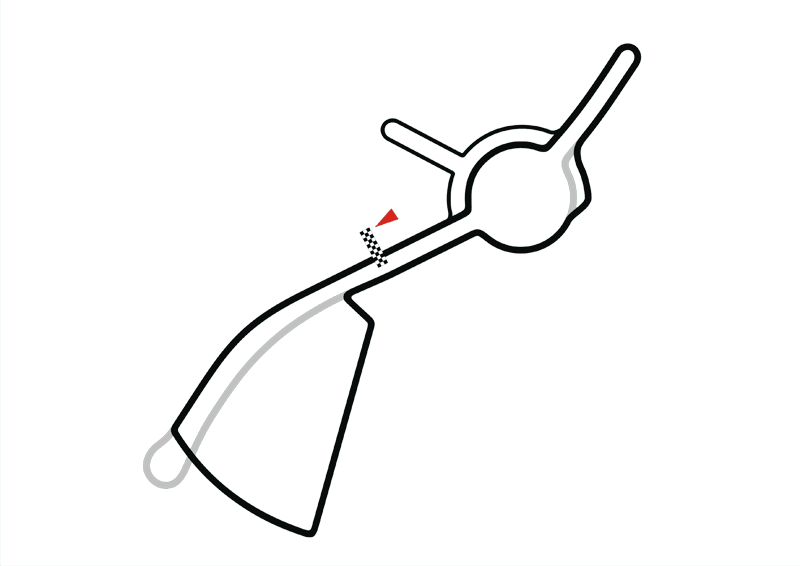
Traçado original, utilizado em 2010.
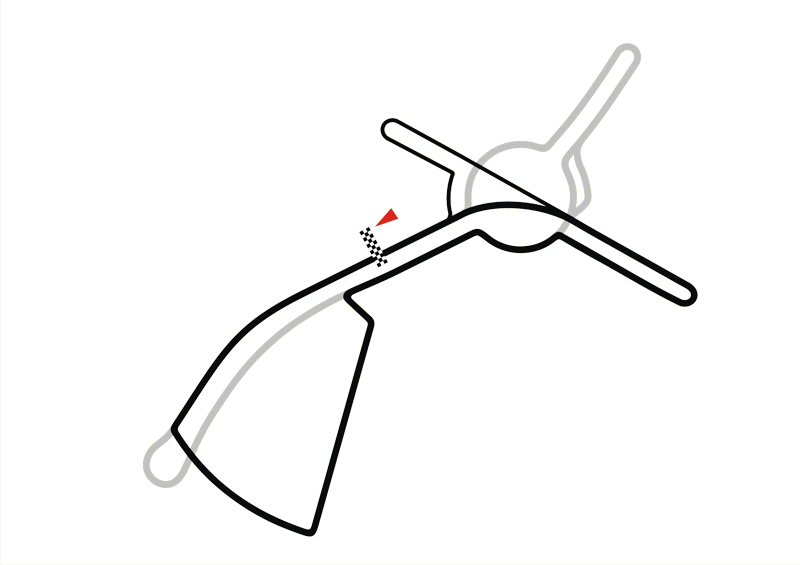
Traçado utilizado em 2011 e 2012.
Traçado a partir de 2013.